# Sonambulismo sexual
Sonambulismo sexual também conhecido como sexsomnia é uma suposta forma rara e distinta de parassonia. Ela seria caracterizada por uma pessoa que se envolve em atos sexuais enquanto está dormindo no estágio de sono (NREM). Os comportamentos sexuais de uma pessoa com sonambulismo sexual não devem ser confundidos com os comportamentos sexuais noturnos normais como ereções noturnas, sonhos eróticos ou poluções noturnas, que ocorrem durante outra fase do sono.

## Ocorrência na população
Estima-se que o problema atinja aproximadamente de 7% a 8% da população diagnosticada com algum transtorno do sono, embora seja difícil conseguir dados específicos sobre este tipo de parassonia, na população geral. A observação clínica de pacientes indica uma prevalência de (11% homens e 4% mulheres) que foram analisados sob suspeita de terem algum distúrbio do sonos. Mas estes dados não são totalmente precisos, pois muitos pacientes relutam por receio ou vergonha de relatar que sofrem deste distúrbio, ou por desconhecerem a existência do mesmo.

## Sintomas
Os sintomas do sonambulismo sexual incluem, mas não estão limitados a: masturbação enquanto está dormindo, carícias em si mesmo ou em terceiros, relação Sexual e abusos.
Os relatos de masturbação durante o sono foram registrados pela primeira vez em 1986. O caso envolveu uma pessoa de 34 anos que relatava se masturbar todas as noites até o clímax, mesmo depois de ter tido relações sexuais todas as noites antes de dormir. Uma pesquisa conseguiu posteriormente documentar e obter mais informações através da utilização de vídeo polissonografia, sobre a natureza desse tipo incomum de parasomnia.
Uma característica que frequentemente confunde quem observa um sonâmbulo sexual, é o.fato de que os olhos de um sexonâmbulo podem parecer abertos, embora o olhar seja descrito como vago, ou vidrado, ele dá a aparência de que o individuo(a) está acordado(a) e consciente, mas na realidade ele está inconsciente de suas ações.

## Causas e fatores de risco

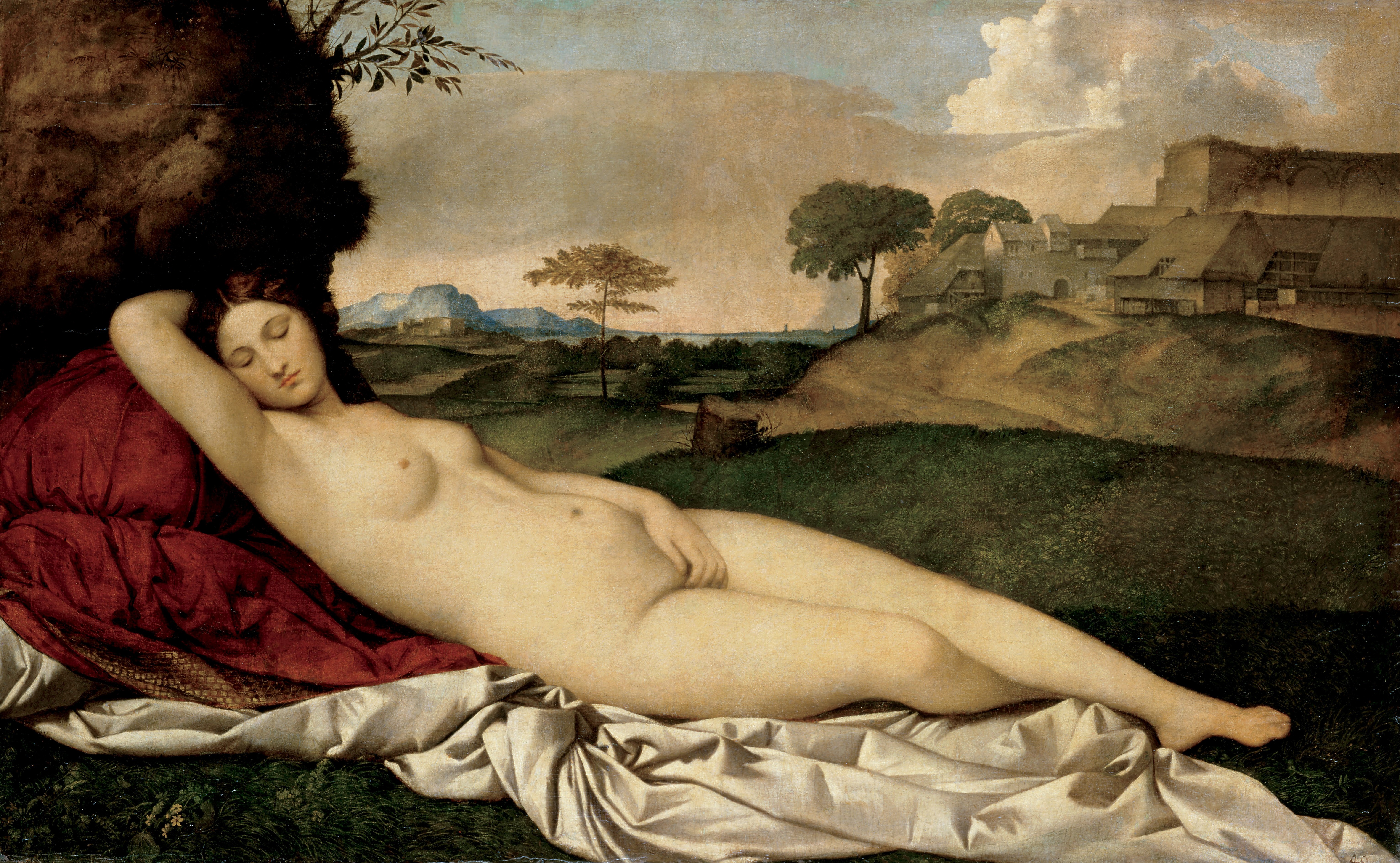
Venus adormecida com a mão sobre seu órgão genital.

Embora não seja possível determinar ao certo qual a causa deste distúrbio, assim como ocorre no sonambulismo, alguns fatores podem aumentar a predisposição da ocorrência dele, esses fatores vão de predisposição genéticas, estresse psicológico cronico, uso de álcool, a utilização de certos medicamentos etc.
O diagnostico de sexsomnia é bastante delicado, sendo necessário sempre a consulta de um médico para definir se de fato um paciente possui ou não este distúrbio do sono, no exame clínico, o médico avaliará uma série de fatores para determinar se o paciente possui ou não a sexsomnia.
Alguns dos fatores que podem ser utilizados pelos médicos no diagnóstico são: Ocorrência de casos de sonambulismo ou sonambulismo sexual na família, episódios anteriores de sonambulismo, a natureza na qual o evento ocorreu, entre outros.Contudo mesmo assim é difícil o diagnóstico, pois em muitos casos a pessoa que sofre de sonambulismo sexual, não sabe que sofre, até a ocorrência de algum evento traumático para si mesmo ou para terceiros, o que leva muitas vezes o transtorno ser descoberto inicialmente pelos parceiros, outro fator que contribui para dificultar o diagnóstico, é o preconceito que envolve o sexo sonambúlico, muitos pacientes relutam em comunicar por medo ou desinformação.
Embora o sonambulismo sexual não tenha cura, a partir do diagnóstico médico, ele pode ser tratado através de determinados medicamentos, juntamente como a adoção de um estilo de vida mais saudável, o que pode diminuir ou inibir a ocorrência de episódios deste distúrbio.

## História
Em 1996 três especialistas em distúrbios do sono publicaram a primeira pesquisa cientifica a respeito deste distúrbio, e três anos depois um grupo de especialistas brasileiros descobriram que esse transtorno poderia ser tratado através de medicamentos. Em 2007 pesquisadores do sono das universidades de Stanford, Minessota e Mineapolis(EUA) tentam criar uma classificação para essas parasomnias.

## Na sociedade

### Controvérsia sobre abusos sexuais
O aumento de casos de pessoas reivindicando sofrerem de sexsominia, levou alguns grupos a estimular médicos qualificados a contribuírem para o diagnóstico deste tipo de caso, para garantir que as alegações sejam válidas, e impedir possíveis tentativas de escapar da lei. É importante ressaltar também que a maioria dos diagnosticados com sexsomnia nunca cometeram abusos sexuais, na maioria dos casos o "ato sexual" ocorre com a "automasturbação", e movimentos pélvicos, sem a participação de terceiros, mas nos casos aonde terceiros são envolvidos o ato pode ser extremamente traumático tanto para a pessoa que está sendo vítima, como para a pessoa que está cometendo o ato, é comum o relato, de vergonha, medo ou desespero de homens e mulheres que sofrem de sonambulismo sexual após descobrirem o que fizeram enquanto estavam inconscientes.

## Casos na mídia
A crescente conscientização sobre este distúrbio, e o aumento de número de casos na mídia de mulheres e homens que tiveram sexo enquanto dormiam, tem levantado o debate a cerca deste tema, a ocorrência de casos de estupros na qual os acusados alegaram sofrer de sexssomnia também gerou recentemente alguns debates e discussões.

### Mulher britânica
Em 2004 uma mulher britânica não identificada foi diagnosticada com tendo sonambulismo sexual, todas as noites ela saía de sua casa e fazia sexo com estranhos sem saber, e acordava no dia seguinte sem se recordar de nada do que havia feito durante o sono, ela só teria começado a desconfiar após encontrar preservativos usados pela casa.

### Caso de um homem sueco absolvido de acusação após ser diagnosticado com sexsomnia
Um Sueco foi absolvido de um caso de estupro alegando sofrer de sexsomnia. Durante as investigações, sua ex-namorada, assim como um parente relataram que ele havia tido episódios semelhantes anteriormente.

### Caso britânico
Um britânico teria sido absolvido de uma acusação de estupro em 2011 após ser diagnosticado com sexsomnia.

## Representações na culturapop
Algumas séries de televisão e filmes retrataram ao longo dos últimos anos episódios envolvendo casos de sonambulismo sexual, principalmente seriados médicos, ou criminais, entre elas estão as séries: 
- House
- Law and Order: Special Victmes United
- Desperate Housewives

Filmes:
- Visitas Noturnas (2007)